# Дейвид Ковърдейл
Дейвид Ковърдейл (на английски: David Coverdale) е английски рок певец. Бивш вокалист на легендарната група Дийп Пърпъл и настоящ на Уайтснейк. Един от най-популярните гласове на хардрок и хевиметъл музиката.

## Музикална биография
Дейвид „Джак“ Ковърдейл дълго време е неизвестен в музикалните среди. През 1973 г. той заменя като вокалист Иън Гилън. Говори се, че е бил продавач в бутик, когато Ричи Блекмор го среща случайно. Тригодишният му ангажимент с Дийп Пърпъл приключва през март 1976 г. заради разногласия в бандата. Премества се в Германия и записва няколко песни по проект, организиран от Eddie Hardin, които са издадени от RCA Records.
Ковърдейл остава с Уайтснейк до тяхното разпадане през 1994 г., когато Geffen Records решават да не подновят контракта. По това време Ковърдейл работи с бившия китарист на Лед Цепелин – Джими Пейдж, по проекта Ковърдейл и Пейдж.
Завръщането на Уайтснейк става факт през 1997 г., а албумът, с който те отново се появяват на музикалния подиум, представлява завръщане към ритъм-енд-блус звученето. Същият стил е представен и в третия солов албум на Ковърдейл, Into the light. През декември 2002 г. Ковърдейл отново събира Уайтснейк за американско и европейско турне, с участието на Tommy Aldridge (барабани), Marco Mendoza (бас), Doug Aldrich (китара), Reb Beach (китара) и Timothy Drury (клавиши).
Ковърдейл е женен за актрисата Tawny Kitaen от 1989 г. до 1991 г. Тя се появява във видеоклиповете на групата Here I Go Again, Is This Love и Still of the night. Негова съпруга е Синди Ковърдейл, която е писателка.

## Хитове

### Музикални клипове
- Living On Love
- River Song
- Wherever You May Go
- Midnight Blue
- Say You Love Me
- Queen Of Hearts
- Northwinds
- Here I Go Again
- Still of the Night
- Tell Me How
- Forevermore
- Is This love
- Fool for your loving
- Slide it in
- Judgment Day

## Дискография

### СДийп Пърпъл
- Burn (1974)
- California Jam (1974) (Live)
- Stormbringer (album) (1974)
- Come Taste the Band (1975)
- Made in Europe (1976)
- King Biscuit Flower Power Hour (1976)
- Last concert in Japan (1976)

### Солови изпълнения
- David Coverdale's Whitesnake (1976)
- Northwinds (1977)
- Into the Light (2000)

### СУайтснейк
- Snakebite (1978)
- Trouble (1978)
- Lovehunter (1979)
- Ready an' Willing (1980)
- Live...in the Heart of the City (1980)
- Come an Get It (1981)
- Saints & Sinners (1982)
- Slide It In (1984)
- Whitesnake 1987 (1987)
- Slip Of The Tongue (1989)
- Restless Heart (1997)
- Starkers in Tokyo (1997)
- Good to be Bad (2008)
- Forevermore (2011)
- The Purple album (2015)
- Flesh & Blood (2019)
- The Rock Album

### СДжими Пейдж
- Singles Collection (1993)